# Eurajoki (fleuve)
Le fleuve Eurajoki (finnois : Eurajoki) est un cours d'eau du Satakunta en Finlande,.

## Description
Le fleuve prend source au lac Pyhäjärvi 
Il coule vers le nord et il traverse Kiukainen, Eura.
À l'embouchure de son affluent droit Köyliönjoki, l'Eurajoki tourne vers l'ouest.
Le fleuve traverse la petite ville d'Eurajoki et se jette quelques kilomètres plus à l'ouest dans la baie Eurajoensalmi du golfe de Botnie.